# Serie A 2023/24 (Frauen)
Die Serie A 2023/24 war die 57. Spielzeit der höchsten italienischen Spielklasse im Frauenfußball. Die Spielzeit startete am 16. September 2023 und endete am 19. Mai 2024.

## Veränderung gegenüber der Saison 2022/23
Im Juli 2023 verkündete die FIGC eine Partnerschaft mit eBay, wodurch die Spielzeit 2023/24 den Sponsorennamen Serie A Femminile eBay trug.

## Modus
In der Hauptrunde spielen alle Vereine zweimal gegeneinander. Danach wird die Liga in eine Meisterschaftsrunde und eine Abstiegsrunde unterteilt. In der Meisterschaftsrunde spielen die besten 5 Vereine der Hauptrunde erneut zweimal gegeneinander. Der Verein, welcher die Meisterschaftsrunde auf dem ersten Platz beendet, ist der italienische Meister der Spielzeit 2023/24. Außerdem ist der Meister zusammen mit dem zweit- und drittplatzierten Verein für die Teilnahme an der Qualifikation zur UEFA Women’s Champions League 2024/25 berechtigt. In der Abstiegsrunde spielen die schlechtesten 5 Vereine der Hauptrunde ebenfalls erneut zweimal gegeneinander. Der Verein, welcher die Abstiegsrunde auf dem letzten Platz beendet, steigt direkt in die Serie B ab. Der vorletzte Verein in der Abstiegsrunde spielt in der Relegation mit Hin- und Rückspiel gegen den Tabellenzweiten der Serie B um die Teilnahme an der folgenden Spielzeit der Serie A.

## Teilnehmer
Nur die SSD Napoli Femminile stieg als Zweitligameister der vorherigen Saison in die Serie A auf.
- AC Florenz
- AC Mailand
- AS Rom
- FC Como Women
- Inter Mailand
- Juventus Turin
- Pomigliano Calcio
- Sampdoria Genua
- SSD Napoli Femminile
- US Sassuolo Calcio

## Hauptrunde

### Tabelle
| Pl.             | Verein                   | Sp. | S  | U | N  | Tore    | Diff. | Punkte |
| --------------- | ------------------------ | --- | -- | - | -- | ------- | ----- | ------ |
| 1.              | AS Rom (M)               | 18  | 17 | 0 | 1  | 051:110 | +40   | 51     |
| 2.              | Juventus Turin (P)       | 18  | 14 | 1 | 3  | 047:160 | +31   | 43     |
| 3.              | AC Florenz               | 18  | 12 | 3 | 3  | 036:190 | +17   | 39     |
| 4.              | Inter Mailand            | 18  | 8  | 2 | 8  | 028:290 | −1    | 26     |
| 5.              | US Sassuolo Calcio       | 18  | 8  | 2 | 8  | 020:200 | ±0    | 26     |
| 6.              | AC Mailand               | 18  | 5  | 6 | 7  | 022:220 | ±0    | 21     |
| 7.              | FC Como Women            | 18  | 6  | 3 | 9  | 020:330 | −13   | 21     |
| 8.              | Sampdoria Genua          | 18  | 5  | 3 | 10 | 012:290 | −17   | 18     |
| 9.              | SSD Napoli Femminile (A) | 18  | 1  | 3 | 14 | 011:360 | −25   | 06     |
| 10.             | Pomigliano Calcio        | 18  | 1  | 3 | 14 | 014:460 | −32   | 06     |
| Stand: Endstand |                          |     |    |   |    |         |       |        |

Platzierungskriterien: 1. Punkte – 2. Direkter Vergleich (Punkte, Tordifferenz, geschossene Tore) – 3. Tordifferenz – 4. geschossene Tore

Zum Ende der Hauptrunde:
Zum Saisonende 2022/23:
| (M) | Meister des Vorjahres      |
| (P) | Pokalsieger des Vorjahres  |
| (A) | Aufsteiger aus der Serie B |

### Spiele
Die Kreuztabelle stellt die Ergebnisse aller Spiele der Hauptrunde dar. Die Heimmannschaft ist in der linken Spalte, die Gastmannschaft in der oberen Zeile aufgelistet.
|                      | FC Como Women | AC Florenz | Inter Mailand | Juventus Turin | AC Mailand | POM | AS Rom | Sampdoria Genua | SSD Napoli Femminile | Sassuolo Calcio |
| -------------------- | ------------- | ---------- | ------------- | -------------- | ---------- | --- | ------ | --------------- | -------------------- | --------------- |
| FC Como Women        |               | 0:1        | 2:1           | 0:3            | 0:0        | 0:0 | 2:3    | 0:1             | 2:1                  | 0:1             |
| AC Florenz           | 3:0           |            | 4:2           | 1:2            | 1:0        | 3:1 | 0:1    | 2:1             | 2:0                  | 2:1             |
| Inter Mailand        | 2:3           | 1:1        |               | 0:2            | 1:0        | 2:1 | 2:0    | 1:1             | 2:0                  | 0:1             |
| Juventus Turin       | 5:0           | 2:2        | 5:0           |                | 2:1        | 4:0 | 1:3    | 4:1             | 4:1                  | 4:0             |
| AC Mailand           | 3:2           | 2:2        | 2:1           | 0:1            |            | 4:1 | 2:4    | 1:1             | 1:1                  | 1:1             |
| Pomigliano Calcio    | 3:4           | 1:4        | 2:6           | 2:3            | 0:0        |     | 0:5    | 0:1             | 2:1                  | 0:2             |
| AS Rom               | 4:1           | 2:1        | 2:0           | 3:1            | 2:1        | 3:0 |        | 2:0             | 6:0                  | 3:0             |
| Sampdoria Genua      | 1:2           | 0:1        | 0:2           | 1:0            | 1:3        | 1:0 | 0:5    |                 | 0:0                  | 0:4             |
| SSD Napoli Femminile | 0:0           | 2:4        | 2:3           | 1:3            | 0:1        | 2:0 | 0:1    | 0:2             |                      | 0:1             |
| Sassuolo Calcio      | 1:2           | 1:2        | 1:2           | 0:1            | 1:0        | 1:1 | 0:2    | 2:0             | 2:0                  |                 |

## Meisterschaftsrunde

### Tabelle
Die folgende Tabelle beinhaltet die Punkte aus der Hauptrunde und der Meisterschaftsrunde.
| Pl.             | Verein             | Sp. | S  | U | N  | Tore    | Diff. | Punkte |
| --------------- | ------------------ | --- | -- | - | -- | ------- | ----- | ------ |
| 1.              | AS Rom (M)         | 26  | 23 | 1 | 2  | 074:240 | +50   | 70     |
| 2.              | Juventus Turin (P) | 26  | 19 | 2 | 5  | 065:270 | +38   | 59     |
| 3.              | AC Florenz         | 26  | 12 | 6 | 8  | 042:400 | +2    | 42     |
| 4.              | US Sassuolo Calcio | 26  | 11 | 3 | 12 | 039:410 | −2    | 36     |
| 5.              | Inter Mailand      | 26  | 10 | 4 | 12 | 045:460 | −1    | 34     |
| Stand: Endstand |                    |     |    |   |    |         |       |        |

Platzierungskriterien: 1. Punkte – 2. Direkter Vergleich (Punkte, Tordifferenz, geschossene Tore) – 3. Tordifferenz – 4. geschossene Tore

Zum Ende der Meisterschaftsrunde:
Zum Saisonende 2022/23:
- (M) Meister des Vorjahres
- (P) Pokalsieger des Vorjahres

### Spiele
Die Kreuztabelle stellt die Ergebnisse aller Spiele der Meisterschaftsrunde dar. Die Heimmannschaft ist in der linken Spalte, die Gastmannschaft in der oberen Zeile aufgelistet.
|                 | AC Florenz | Inter Mailand | Juventus Turin | Sassuolo Calcio | AS Rom |
| --------------- | ---------- | ------------- | -------------- | --------------- | ------ |
| AC Florenz      |            | 0:3           | 0:2            | 4:4             | 0:0    |
| Inter Mailand   | 2:2        |               | 3:3            | 2:4             | 1:2    |
| Juventus Turin  | 4:0        | 0:2           |                | 2:1             | 3:1    |
| Sassuolo Calcio | 1:0        | 2:1           | 2:3            |                 | 5:6    |
| AS Rom          | 5:0        | 4:3           | 2:1            | 3:0             |        |

## Abstiegsrunde

### Tabelle
Die folgende Tabelle beinhaltet die Punkte aus der Hauptrunde und der Abstiegsrunde.
| Pl.             | Verein                   | Sp. | S  | U | N  | Tore    | Diff. | Punkte |
| --------------- | ------------------------ | --- | -- | - | -- | ------- | ----- | ------ |
| 6.              | AC Mailand               | 26  | 11 | 8 | 7  | 043:300 | +13   | 41     |
| 7.              | FC Como Women            | 26  | 9  | 5 | 12 | 030:430 | −13   | 32     |
| 8.              | Sampdoria Genua          | 26  | 8  | 4 | 14 | 025:420 | −17   | 28     |
| 9.              | SSD Napoli Femminile (A) | 26  | 2  | 7 | 17 | 020:480 | −28   | 13     |
| 10.             | Pomigliano Calcio        | 26  | 2  | 6 | 18 | 023:650 | −42   | 12     |
| Stand: Endstand |                          |     |    |   |    |         |       |        |

Platzierungskriterien: 1. Punkte – 2. Direkter Vergleich (Punkte, Tordifferenz, geschossene Tore) – 3. Tordifferenz – 4. geschossene Tore

Zum Ende der Abstiegsrunde:
Zum Saisonende 2022/23:
- (A) Aufsteiger aus der Serie B

### Spiele
Die Kreuztabelle stellt die Ergebnisse aller Spiele der Abstiegsrunde dar. Die Heimmannschaft ist in der linken Spalte, die Gastmannschaft in der oberen Zeile aufgelistet.
|                      | FC Como Women | SSD Napoli Femminile | POM | Sampdoria Genua | AC Mailand |
| -------------------- | ------------- | -------------------- | --- | --------------- | ---------- |
| FC Como Women        |               | 1:1                  | 2:0 | 3:1             | 1:4        |
| SSD Napoli Femminile | 1:1           |                      | 1:1 | 2:0             | 1:1        |
| Pomigliano Calcio    | 1:2           | 3:1                  |     | 0:5             | 2:2        |
| Sampdoria Genua      | 1:0           | 2:0                  | 2:2 |                 | 1:3        |
| AC Mailand           | 1:0           | 3:2                  | 4:0 | 3:1             |            |

## Relegation
Durch ein 1:2-Auswärtssieg im Hinspiel und ein 0:0 im Rückspiel sicherte sich die SSD Napoli Femminile den Klassenerhalt und die Frauenabteilung von Ternana Calcio verbleibt in der Serie B.
| Datum        |                      | Ergebnis |                      |
| ------------ | -------------------- | -------- | -------------------- |
| 22. Mai 2024 | Ternana Calcio       | 1:2      | SSD Napoli Femminile |
| 26. Mai 2024 | SSD Napoli Femminile | 0:0      | Ternana Calcio       |
| Gesamt:      | Ternana Calcio       | 1:2      | SSD Napoli Femminile |

## Torschützenliste
| Tore | Spielerin          | Verein             |
| ---- | ------------------ | ------------------ |
| 13   | Évelyne Viens      | AS Rom             |
| 12   | Valentina Giacinti | AS Rom             |
| 11   | Cristiana Girelli  | Juventus Turin     |
| 10   | Jennifer Echegini  | Juventus Turin     |
| 10   | Manuela Giugliano  | AS Rom             |
| 9    | Lana Clelland      | US Sassuolo Calcio |
| 9    | Lina Magull        | Inter Mailand      |
| 9    | Verónica Boquete   | AC Florenz         |

## Meistermannschaft
(In Klammern sind die Spiele und Tore angegeben)
| AS Rom | |
| AS Rom | - Tor: Camelia Ceasar (19/-); Tinja-Riikka Korpela (7/-); Stéphanie Öhrström (1/-) - Abwehr: Moeka Minami (24/1); Elena Linari (22/7); Lucia Di Guglielmo (19/4); Elisa Bartoli (16/-); Anja Sønstevold (13/-); Oihane Valdezate (11/1); Eseosa Aigbogun (10/-) - Mittelfeld: Manuela Giugliano (25/10); Saki Kumagai (25/5); Giada Greggi (24/4); Laura Feiersinger (23/4); Martina Tomaselli (13/2); Sanne Troelsgaard Nielsen (12/2); Zara Kramžar (7/1); Claudia Ciccotti (6/-); Giada Cimò (3/-) - Sturm: Valentina Giacinti (26/12); Emilie Bosshard Haavi (25/3); Évelyne Viens (24/13); Benedetta Glionna (18/3); Alayah Pilgrim (10/1); Giulia Galli (1/-) - Trainer: Alessandro Spugna |

- Annamaria Serturini (8/-) und Bárbara Latorre (8/-) verließen den Verein während der Saison

## Auszeichnungen
Spielerinnen der Saison
Am 3. Juni 2024 ehrte die FIGC die besten Spielerinnen der abgelaufenen Saison.
- Spielerin der Saison: Manuela Giugliano (AS Rom)
- Nachwuchsspielerin der Saison: Jennifer Echegini (Juventus Turin)
- Torhüterin der Saison: Solène Durand (US Sassuolo Calcio)
- Verteidigerin der Saison: Elena Linari (AS Rom)
- Mittelfeldspielerin der Saison: Verónica Boquete (AC Florenz)
- Stürmerin der Saison: Évelyne Viens (AS Rom)

Topelf der Saison
Solène Durand (US Sassuolo Calcio) – Martina Lenzini (Juventus Turin), Elena Linari (AS Rom), Moeka Minami (AS Rom), Lucia Di Guglielmo (AS Rom) – Saki Kumagai (AS Rom), Manuela Giugliano (AS Rom), Verónica Boquete (AC Florenz), Jennifer Echegini (Juventus Turin) – Évelyne Viens (AS Rom), Valentina Giacinti (AS Rom)